# ゴート子爵
ゴート子爵（英: Viscount Gort）は、イギリスの子爵位。アイルランド貴族。
初代キルタートン男爵ジョン・プレンダーガスト＝スミスが1816年に叙されたのに始まる。彼には子供がなかったが、特別継承権によりヴェレカー家によって2015年現在まで継承されている。1946年には6代ゴート子爵ジョン・ヴェレカー元帥が連合王国貴族のゴート子爵を与えられているが、一代で絶えている。

## 歴史

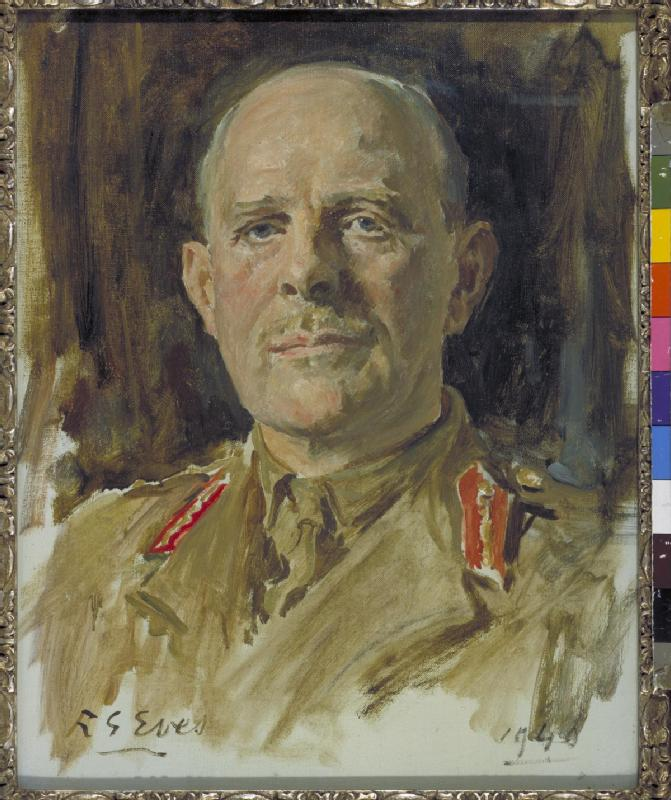
6代ゴート子爵ジョン・ヴェレカー元帥

アイルランド議会庶民院議員を務めたジョン・プレンダーガスト＝スミス (1742–1817) は、1810年5月15日にアイルランド貴族「ゴールウェイ県のゴートのキルタートン男爵」、ついで1816年1月16日にはアイルランド貴族「ゴールウェイ県のゴート子爵」に叙せられた。彼には子供がなかったが、この2つの爵位は姉ジュリアナ・ヴェレカー (1735–1811) の息子への特別継承権が認められていた。
そのため、初代子爵の死後、ジュリアナの息子チャールズ・ヴェレカー (1768–1842) が爵位を継承した。彼も襲爵前にアイルランド議会（アイルランド併合後はイギリス議会）の庶民院議員を務めた。襲爵後の1823年から死去にかけてはアイルランドの貴族代表議員としてイギリス貴族院に議席を有した。
その息子である3代子爵ジョン・ヴェレカー (1790–1865) もトーリー党所属の庶民院議員を務めた。
その曾孫である6代子爵ジョン・ヴェレカー (1886–1946) は陸軍軍人として陸軍元帥まで昇進し、第二次世界大戦中には海外派遣軍司令官を務めた。彼は死の直前の1946年2月8日に連合王国貴族爵位「初代ダラム州のハムスタリーのゴート子爵」に叙せられて貴族院議員に列しているが、男子に先立たれていたため、彼の死後、この爵位は消滅した。
2つのアイルランド貴族爵位は弟スタンディッシュ・ヴェレカー(1888–1975) に継承された。しかし7代子爵にも子供がなかったので彼の死後、爵位は従兄弟の孫にあたるコリン・レオポルド・プレンダーガスト・ヴェレカー(1916–1995) が継承した。2015年現在の当主はその息子である9代子爵フォーリー・ロバート・スタンディッシュ・プレンダーガスト・ヴェレカー (1951–) である。

## ゴート子爵 (1816年)
- 初代ゴート子爵ジョン・プレンダーガスト＝スミス (1742–1817)
- 2代ゴート子爵チャールズ・ヴェレカー (1768–1842)
- 3代ゴート子爵ジョン・プレンダーガスト・ヴェレカー (1790–1865)
- 4代ゴート子爵スタンディッシュ・プレンダーガスト・ヴェレカー (1819–1900)
- 5代ゴート子爵ジョン・ゲイジ・プレンダーガスト・ヴェレカー (1849–1902)
- 6代ゴート子爵・初代ゴート子爵ジョン・スタンディッシュ・サーティーズ・プレンダーガスト・ヴェレカー(1886–1946)
  - 1946年に連合王国貴族ゴート子爵に叙せられるが彼一代で廃絶
- 7代ゴート子爵スタンディッシュ・ロバート・ゲイジ・プレンダーガスト・ヴェレカー（英語版） (1888–1975)
- 8代ゴート子爵コリン・レオポルド・プレンダーガスト・ヴェレカー（英語版） (1916–1995)
- 9代ゴート子爵フォーリー・ロバート・スタンディッシュ・プレンダーガスト・ヴェレカー (1951-)

法定推定相続人は現当主の息子ロバート・フォーリー・プレンダーガスト・ヴェレカー閣下 (1993-)